# Терстон Мур
Терстон Мур (англ. Thurston Joseph Moore; нар. 25 липня 1958)  — американський музикант і композитор, у минулому один із засновників та фронтмен гурту Sonic Youth. 
Окрім Sonic Youth, співпрацював з великою кількістю виконавців та колективів, а також започаткував звукозаписну компанію Ecstatic Peace! 2004 року посів 34 сходинку «Переліку найвидатніших гітаристів усіх часів» часопису Rolling Stone.
Народився 25 липня 1958 року у місті Корал-Гейблз, штат Флорида, у родині професора музики Джорджа І. Мура та його дружини Елеонор Нан Мур. Має старших брата Фредеріка Юджина Мура та сестру Сюзан Дороті Мур. Разом з родиною переїхав у місто Бетел, штат Коннектикут, у 1967 році. Після закінчення школи у 1976 році, почав навчання у західному університеті штату Коннектикут, але полишив навчання в першому семестрі та переїхав до Нью-Йорка. Там він приєднався до місцевих пост-панк та ноувейв сцен. Познайомився з майбутньою дружиною, співачкою й музиканткою Кім Гордон, та багаторічним колегою Лі Ранальдо. Разом вони заснували гурт Sonic Youth у 1981 році.
Після розпаду Sonic Youth у 2011 році, Мур заснував новий гурт Chelsea Light Moving, який 5 березня 2013 року випустив єдиний альбом з тією ж назвою. Цей гурт припинив існування у 2015 році, після чого музиканти, що входили до його складу, розпочали сольні кар’єри.
9 квітня 1984 року Мур одружився з бас-гітаристкою та вокалісткою Sonic Youth Кім Гордон. 1 липня 1994 року вона народила доньку Коко Гейлі Гордон Мур. 14 жовтня 2011 року подружжя оголосило про розлучення через стосунки Мура з видавчинею книжок Евою Принз. Подружжя остаточно розлучилося у 2013 році. У 2017 році Мур разом з Принз мешкали у передмісті Лондона Стоук Ньюінгтон.
За політичними поглядами Мур вважає себе антикапіталістом, хоча разом із іншими музикантами Sonic Youth не погоджується, коли їх називають анархістами. Тим не менш, у 2013 році він підтримав анархо-комуністичних лідерів руху Occupy Wall Street. Після створення Sonic Youth музиканти гурту звинувачували музичну індустрію в монополізації молодіжної культури.
У 2015 році Мура було призначено почесним професором копенгагенської Rhythmic Music Conservatory, де він час від часу проводить майстер-класи та майстерні.
Мур володіє великою колекцією та використовує гітари Fender, особливо популяризуючи інструмент Fender Jazzmaster.

## Дискографія

### Сольні альбоми
- Psychic Hearts (Geffen, 1995)
- Trees Outside the Academy (Ecstatic Peace!, 2007)
- Demolished Thoughts (Matador, 2011) (UK chart peak: No. 119)
- The Best Day (Matador, 2014) (UK chart peak: No. 78)
- Rock n Roll Consciousness (Caroline, 2017) (UK chart peak: No. 65)
- Spirit Counsel (2019)
- By the Fire (2020)
- Screen Time (2021)